# Xampanya (dansa)
La xampanya, internacionalment anomenada chapelloise, és una dansa popular tradicional difosa per gran part d'Europa.

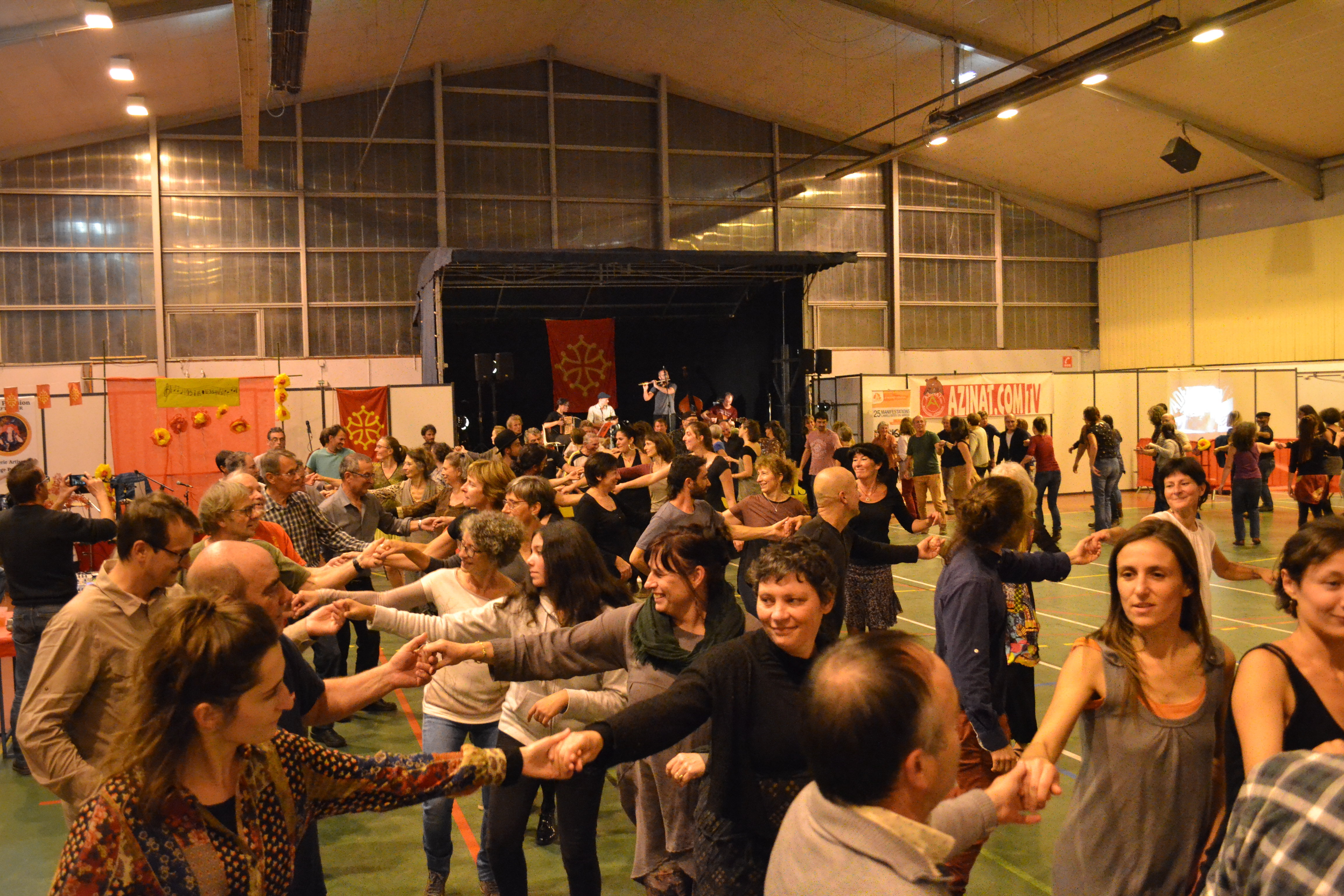
Bal de Sur les chemins au parat de la Nuit du Trad de Sent Guirons de 2018

## Origen
La xampanya és una dansa de tipus mixer, és a dir amb canvis de parella, originària de Suècia on s'anomenava Aleman's Marsj. Alick-Maud Pledge la va importar a França durant els anys 1930. Durant els anys 1970 a Chapelle-des-Bois s'ensenya per part d'A. Dufresne, qui havent oblidat el seu nom la rebateja com chapelloise. Ràpidament la dansa s'estén per Europa com a ball folclòric amb aquest nou nom. Per altra banda, la dansa original Aleman's Marsj també es va importar a Escòcia que la va adaptar sota el nom de Gay Gordons.
Per deformació fonètica, es difon en català sota el nom de xampanya, i en alguns llocs com a champenoise. A Bèlgica va prendre el nom de giga, probablement a partir de la jig irlandesa.

## Descripció
Es dansa amb melodies de 16 compassos binaris (generalment compàs 6/8 o 2/4). També és habitual emprar músiques de 32 compassos i en aquest cas es fa dues vegades la coreografia de la primera meitat i tot seguit dues vegades la de la segona. Hi ha dues variants, la xampanya en línia i la xampanya circular. A més a més, el cercle circassià es considera emparentat amb la xampanya.
La xampanya en línia és la variant pròpia de la Bretanya i present a la Fest-noz. Les parelles se situen alineades i romanen les mateixes fins al final, sense canvis de parella.
La xampanya circular, és la variant més difosa. Les parelles se situen en un cercle de sentit antihorari. L'home comença al costat interior del cercle donant la mà dreta a la mà esquerra de la dona. Al final de la coreografia es canvia de parella. Els passos són:
- Compassos 1-2: la parella avança quatre passes (sentit antihorari).
- Compassos 3-4: fan mitja volta canviant la mà i reculen quatre passes (sentit antihorari).
- Compassos 5-6: fan quatre passes endavant (sentit horari).
- Compassos 7-8: fan mitja volta canviant la mà i reculen quatre passes (sentit horari).
- Compassos 9-10: la parella s'acosta (9) i s'allunya (10).
- Compassos 11-12: s'intercanvien la posició: la dona passa per davant de l'home i se situa al costat interior del cercle.
- Compassos 13-14: la parella s'acosta (13) i s'allunya (14).
- Compassos 15-16: la dona passa sota el braç aixecat de l'home i s'agafa amb l'home del darrere seguint en diagonal per retrobar la posició exterior del cercle. Alhora l'home es desplaça cap a l'interior del cercle i agafa la dona que ve del davant.